# Сільце (Берегівський район)
Сільце́ — село в Кам'янській сільській громаді Берегівського району Закарпатської області України. Населення становить 3112 осіб.
Село лежить у низинній частині долини річки Іршавка — південній частині Іршавського району. Площа території сільської ради 11,23 км². 

## Герб
У щиті, напіврозтятому і перетятому золотим, лазуровим і зеленим, щиток: у срібному полі лазурова альтанка, всередині якої золота статуя Діви Марії, із зеленими кущами. У першій частині зелена виноградна лоза з такими ж листками і лазуровими гронами. У другій частині виникає срібна гора. У третій частині знижені срібні літери "1242".

## Історія
У північній околиці Сільця, на схилі 80-метрової тераси — пізньопалеолітичне місцезнаходження. В урочищі Загорода знайдено керамічні і кам'яні вироби доби неоліту. Тут же поселення ранньозалізної доби культури Гава-Голігради. З підніжжя Камінної гори походять два бронзових скарби, до складу яких входило 19 бронзових браслетів, що датуються епохою пізньої бронзи. В околицях села знайдено два бронзових кельти, залізний браслет, золоте кільце.
Перші історичні згадки про виникнення села відносяться до 1466 року.

Сільце-Новоселиця
Сільце-Новоселиця - обєднане з селом Сільце  рішенням облвиконкому Закарпатської області №155 від 15.04.1967
Перша згадка у ХІХ столітті

## Замок Бодулів

### Бодулів
Бо́дулів (угор. Bodoló vár, Бодоловвар) — один з найменш відомих фортифікаційних укріплень Закарпатської області. Розташований між селом Сільце і містом Іршава, на вершині гори Бодулів. З північного та північно-західного боку підніжжя гори були заболочені, з південно-східного за 200 м від підніжжя протікає річка Іршавка, що впадає в річку Боржаву. Східний та північно-західний схили гори круті, південно-західний — пологий. Колись вершина була оточена штучним валом і ровом, залишки яких можна бачити і тепер. Городище займало вигідне географічне розташування, воно дозволяло проглядати навколишню місцевість на кілька кілометрів.
Після проведених розкопок було виявлено, що на горі Бодулів існувало кілька поселень у різні часи.
Перший етап заселення гори датований II—III ст. до н. е. В цей період виникає перше поселення без укріплень.
У IX—XI ст. н. е. з'являються земляні вали та рови. Гора була перетворена в слов'янське городище. Про належність городища до давньослов'янського населення свідчать знахідки давньослов'янської кераміки.
Останній етап заселення гори Бодулів датували XIV—XV ст, однак після чергових розкопок, що відбулися у 2009 році, дослідникам вдалося виявити, що на місті городища в XIII ст. був збудований кам'яний замок. Кам'яна кладка стін здійснювалася на вапняковому розчині, ширина стін була від 2,8 до 3 м.

## Релігія

### храм Покрови Пресвятої Богородиці (1838)
У давнину згадують монастир під назвою «Archimandria S.Joannis baptistae de Kisfalud». До 1797 p. належить згадка про стару дерев'яну церкву. Ця церква мала три верхи і належала до бойківського або до лемківського стилю.
У 1839 p. споруду перевезли в Дешковицю і там переробили на барокову базилічну церкву.
Докладніше: Покровська церква (Дешковиця)
Теперішня церква — гарна, мурована базиліка. Напис над головними дверима повідомляє, що церкву збудовано в 1838 p., хоча в інших джерелах є дата також 1841 р. Священиком тоді був Іван Слук. У 1903 р. Андрій Глушко поставив перед храмом залізний хрест, а в 1904 р. художник Бейла Мігалі розмалював церкву всередині. Оновлену церкву благословив о. Леонтін Горзов. У 1943 р. ремонт церкви зробив майстер Іван Ґелетей. Тоді ж ішлося мова про оновлення настінного малювання. У 1989 р. розписи в церкві робив Іван Андрішко. У 1992 р. церкву відремонтовано, а в 1996 зроблено новий іконостас, оскільки за кілька років до того інтер'єр згорів. Очевидно, старе малювання на стінах оновили, а нові ікони намалював художник з Білок.
Біля церкви стоїть велика каркасна одноярусна дерев'яна дзвіниця з двома дзвонами під дахом у формі хрестового склепіння. Великий дзвін відлито в 1843 р. У 1991 р. церкву повернуто греко-католикам.

## Природні ресурси
Діє кар'єр з видобутку андезиту.

## Туристичні місця
- храм Покрови Пресвятої Богородиці (1838)
- Бо́дулів (угор. Bodoló vár, Бодоловвар) — один з найменш відомих фортифікаційних укріплень Закарпатської області.
- У північній околиці Сільця, на схилі 80-метрової тераси — пізньопалеолітичне місцезнаходження. В урочищі Загорода знайдено керамічні і кам'яні вироби доби неоліту. Тут же поселення ранньозалізної доби культури Гава-Голігради.
- З підніжжя Камінної гори походять два бронзових скарби, до складу яких входило 19 бронзових браслетів, що датуються епохою пізньої бронзи. В околицях села знайдено два бронзових кельти, залізний браслет, золоте кільце.
- Боржавська вузькоколійна залізниця

## Населення
Згідно з переписом УРСР 1989 року чисельність наявного населення села становила 2934 особи, з яких 1426 чоловіків та 1508 жінок.
За переписом населення України 2001 року в селі мешкало 3113 осіб.
В селі народився і проживав військовий Василь Сушанин. Він загинув захищаючи Україну від російських загарбників у 2023-му році.

### Мова
Розподіл населення за рідною мовою за даними перепису 2001 року:
| Мова       | Кількість | Відсоток |
| ---------- | --------- | -------- |
| українська | 3102      | 99.68%   |
| російська  | 8         | 0.26%    |
| білоруська | 1         | 0.03%    |
| угорська   | 1         | 0.03%    |
| Усього     | 3112      | 100%     |